# 市場 (名古屋市)
市場（いちば）は、愛知県名古屋市守山区の地名。丁番を持たない単独町名である。住居表示実施。

## 概要
行政地名として設定されている守山区市場は、同区の北東から南西に横たわるように存在する守山台地の西端部に位置している。
その地形を利用して、戦国時代には守山城が築かれた。築城主については未詳であるが、織田信長の叔父である織田信光の居城として用いられたとする記録が残っている。市場の地名におこりについては、この守山城の城下町として市場が形成されたことに由来するとされている。
守山城廃城ののち、近在の大永寺の和尚が城跡の山において、守山崩れにより誅殺された清康の菩提を弔うため宝勝寺なる寺を創建している。

## 地理
名古屋市守山区の南西部に位置し、東に町北、西と北に鳥羽見、南に東区矢田と接する。

### 河川
- 矢田川

## 歴史

### 町名の由来
旧字名に由来する。戦国時代、守山城の城下町として市場が形成された名残であるともいう。

### 沿革
- 1991年（平成3年）11月25日 - 住居表示実施に伴い、守山区大字守山・大字牛牧・守牧町の各一部により、同区市場として成立[1]。

## 世帯数と人口
2019年（平成31年）4月1日現在の世帯数と人口は以下の通りである。
| 町丁 | 世帯数  | 人口  |
| ---- | ------- | ----- |
| 市場 | 346世帯 | 763人 |

### 人口の変遷
国勢調査による人口の推移
| 2000年（平成12年） | 588人 | [ WEB 6 ] |  |
| 2005年（平成17年） | 640人 | [ WEB 7 ] |  |
| 2010年（平成22年） | 746人 | [ WEB 8 ] |  |
| 2015年（平成27年） | 784人 | [ WEB 9 ] |  |

## 学区
市立小・中学校に通う場合、学校等は以下の通りとなる。また、公立高等学校に通う場合の学区は以下の通りとなる。
| 番・番地等 | 小学校                 | 中学校                 | 高等学校 |
| ---------- | ---------------------- | ---------------------- | -------- |
| 全域       | 名古屋市立鳥羽見小学校 | 名古屋市立守山西中学校 | 尾張学区 |

## 史跡
- 守山城址

## 施設
- 白山社
- 宝勝寺

## その他

### 日本郵便
- 郵便番号 : 463-0075[WEB 3]（集配局：守山郵便局[WEB 12]）。

### WEB
1. ↑  “愛知県名古屋市守山区の町丁・字一覧”.   人口統計ラボ. 2017年10月7日閲覧。
2. 1 2  “町・丁目(大字)別、年齢(10歳階級)別公簿人口(全市・区別)”.   名古屋市 (2019年4月22日). 2019年4月23日閲覧。
3. 1 2  “郵便番号”.  日本郵便. 2019年3月17日閲覧。
4. ↑  “市外局番の一覧”.   総務省. 2019年1月6日閲覧。
5. ↑  名古屋市役所市民経済局地域振興部住民課町名表示係 (2015年10月21日). “守山区の町名一覧”.   名古屋市. 2017年10月7日閲覧。
6. ↑  名古屋市役所総務局企画部統計課統計係 (2005年7月1日). “（刊行物）名古屋の町(大字)・丁目別人口 (平成12年国勢調査) 守山区” (XLS). 2017年10月8日閲覧。
7. ↑  名古屋市役所総務局企画部統計課統計係 (2007年6月29日). “平成17年国勢調査　名古屋の町(大字)別・年齢別人口 守山区” (XLS). 2017年10月8日閲覧。
8. ↑  名古屋市役所総務局企画部統計課統計係 (2012年6月29日). “平成22年国勢調査　名古屋の町(大字)別・年齢別人口 守山区” (XLS). 2017年10月8日閲覧。
9. ↑  名古屋市役所総務局企画部統計課統計係 (2017年7月7日). “平成27年国勢調査　名古屋の町(大字)別・年齢別人口” (XLS). 2017年10月8日閲覧。
10. ↑  “市立小・中学校の通学区域一覧”.   名古屋市 (2018年11月10日). 2019年1月14日閲覧。
11. ↑  “平成29年度以降の愛知県公立高等学校（全日制課程）入学者選抜における通学区域並びに群及びグループ分け案について”.   愛知県教育委員会 (2015年2月16日). 2019年1月14日閲覧。
12. ↑  “郵便番号簿 2018年度版” (PDF).   日本郵便. 2019年5月8日閲覧。

### 文献
1. 1 2  守山区制50周年記念事業実行委員会 2013, p. 395.
2. ↑  名古屋市教育委員会文化財保護室 2000, p. 41.
3. 1 2 3  守山区制50周年記念事業実行委員会 2013, p. 350.
4. ↑  東春日井郡 1923, p. 956.